# أبناء الصمت (فلم أمريكي)
أبناء الصمت (بالإنجليزية: Children of a Lesser God) هو فيلم دراما رومانسية أُصدر في الولايات المتحدة وصدر في سنة 1986.

## ترشيحات وجوائز
| السنة | الحدث | الفئة             | النتيجة |
| ----- | ----- | ----------------- | ------- |
|       |       | أوسكار أفضل ممثلة | فوز     |

## الميزانية والإيرادات
بلغت تكلفة إنتاج الفيلم حوالي مليوني دولار بينما حقق أرباحا تقدر بـ 31,853,080 دولار.

## وصلات خارجية
- أبناء الصمت على موقع IMDb (الإنجليزية)
- أبناء الصمت على موقع ميتاكريتيك (الإنجليزية)
- أبناء الصمت على موقع الموسوعة البريطانية (الإنجليزية)
- أبناء الصمت على موقع روتن توميتوز (الإنجليزية)
- أبناء الصمت على موقع نتفليكس (الإنجليزية)
- أبناء الصمت على موقع ألو سيني (الفرنسية)
- أبناء الصمت على موقع Turner Classic Movies (الإنجليزية)
- أبناء الصمت على موقع أول موفي (الإنجليزية)
- أبناء الصمت على موقع بوكس أوفيس موجو (الإنجليزية)
- أبناء الصمت على موقع فيلمافينيتي (الإسبانية)